# Zinneke Pis
A Zinneken Pis (hollandul Het Zinneke, brüsszeli dialektusban "mutt") egy 1998-ban Brüsszelben felállított bronzszobor, amely egy oszlopra vizelő kutyát ábrázol. 
A szobor az 1619-ben készült Manneken Pis és annak 1985-ben készült női párja, a Jeanneke Pis  – az ismert brüsszeli szökőkútfigurák – kiegészítéseként tekinthető. Nagyon közel helyezték el az ötletadó szobrokhoz, a Rue des Chartreux/Kartuizersstraat és a Rue du Vieux-Marché aux Grains/Oude Graanmarkt kereszteződésénél található.
A szobor neve a fanyar brüsszeli humornak, az ún. zwanzénak köszönhetően lett zinneke. A zinneke eredetileg "rühes utcai kutyát" jelentő gúnynév volt, amellyel a brüsszeli embereket csúfolták.

## Történet
A szobrot 1998-ban készítette Tom Frantzen szobrászművész, aki olyan brüsszeli köztéri szobrokról is ismert, mint például a Vaartkapoen (1985) a Place Sainctelette/Sainctelettes téren Molenbeek-Saint-Jeanban, a Madame Chapeau (2000) a Rue du Midi/Zuidstraaton és a L'Envol (2017) a Place de la Vieille Halle aux Blés/Oud Korenhuispleinen.
Frantzen szobra főhajtás volt a Manneken Pis szobor, valamint annak 1987-ben felállított női párja, a Jeanneke Pis előtt. Különbség azonban, hogy ez a szobor nem kapcsolódik szökőkúthoz. 
2015. augusztus 1-jén a Zinneke Pisbe hajtott egy autó, eltörve annak két lábát.
A szobrot Frantzen helyreállítását követően, 2015. szeptember 24-én állították vissza eredeti helyére

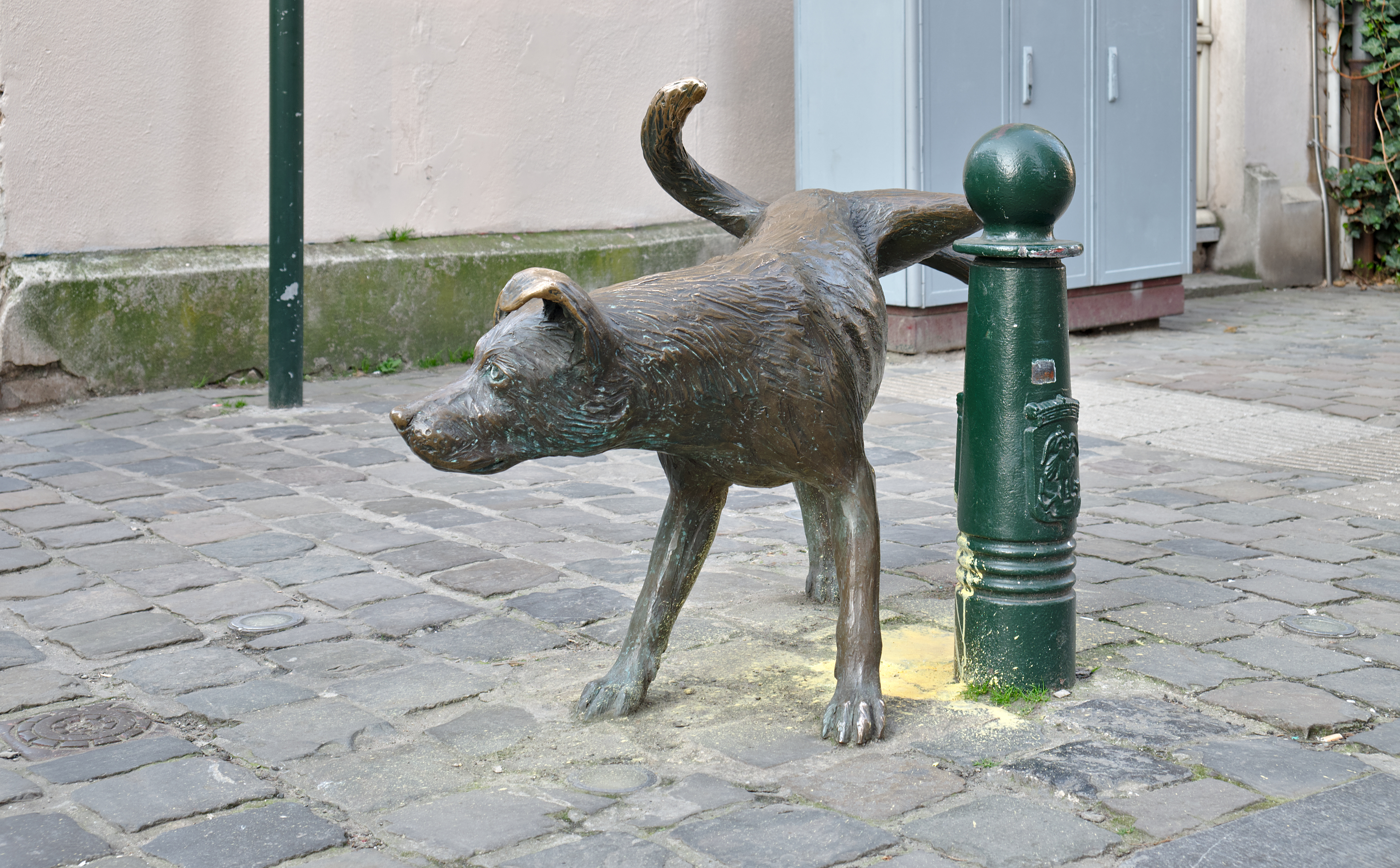
Zinneke Pis